# È̤̌
Cette page contient des caractères spéciaux ou non latins. S’ils s’affichent mal (▯, ?, etc.), consultez la page d’aide Unicode.
È̤̌ (minuscule : è̤̌), appelé E tréma souscrit accent grave caron, est un graphème et une lettre additionnelle de l’alphabet latin utilisée dans l’écriture du kayah. Elle est composée d’un E, d’un tréma souscrit, d’un accent grave et d’un caron.

## Représentations informatiques
Le E tréma souscrit accent grave caron peut être représenté avec les caractères Unicode suivants : 
- composé et normalisé NFC (latin-1, diacritiques)[1],[2] :

| formes    | représentations | chaînes de caractères | points de code       | descriptions                                                                        |
| --------- | --------------- | --------------------- | -------------------- | ----------------------------------------------------------------------------------- |
| capitale  | È̤̌               | È◌̤◌̌                   | U+00C8 U+0324 U+030C | lettre majuscule latine e accent grave diacritique tréma souscrit diacritique caron |
| minuscule | è̤̌               | è◌̤◌̌                   | U+00E8 U+0324 U+030C | lettre minuscule latine e accent grave diacritique tréma souscrit diacritique caron |

- décomposé et normalisé NFD (latin de base, diacritiques) :

| formes    | représentations | chaînes de caractères | points de code              | descriptions                                                                             |
| --------- | --------------- | --------------------- | --------------------------- | ---------------------------------------------------------------------------------------- |
| capitale  | È̤̌               | E◌̤◌̀◌̌                  | U+0045 U+0324 U+0300 U+030C | lettre majuscule e diacritique tréma souscrit diacritique accent grave diacritique caron |
| minuscule | è̤̌               | e◌̤◌̀◌̌                  | U+0065 U+0324 U+0300 U+030C | lettre minuscule e diacritique tréma souscrit diacritique accent grave diacritique caron |